# Alfa Carinidy
Alfa Carinidy (ACN) – coroczny rój meteorów aktywny od 24 stycznia do 9 lutego. Jego radiant znajduje się w gwiazdozbiorze Kila. Maksimum roju przypada na 31 stycznia, jego aktywność jest określana jako niska, a obfitość roju wynosi 2 meteory/h. Prędkość w atmosferze meteorów tego roju to 25 km/s.